# Biserica romano-catolică din Ocna Mureș
Biserica romano-catolică din Ocna Mureș, cu hramul Sf. Carol Borromeo, este un monument istoric aflat în centrul orașului Ocna Mureș. În Repertoriul Arheologic Național, monumentul apare cu codul 1801.02.